# Victor Babiuc
Victor Babiuc (Răchiți, 3 aprile 1938 – 25 febbraio 2023) è stato un giurista e politico rumeno.
Membro del Partito Democratico e del Partito Nazionale Liberale, è stato membro della Camera dei deputati per Bucarest nel 1990, dal 1992 al 1996 e per il Distretto di Brașov dal 1996 al 2004.
È stato Ministro della giustizia nel Governo Roman II dal 1990 al 1991, Ministro degli affari interni nel Governo Stolojan dal 1991 al 1992 e Ministro della difesa nazionale nel Governo Ciorbea, Governo Vasile e Governo Isărescu dal 1996 al 2000.

## Biografia
Nato a Răchiți, distretto di Botoșani, in una famiglia di insegnanti, si è laureato presso la Facoltà di Giurisprudenza dell'Università di Bucarest nel 1958, conseguendo un dottorato nel 1979. Dal 1958 al 1963 Babiuc fu consulente legale presso la Corte di Brașov. Dal 1963 al 1965 e dal 1966 al 1968, è stato consulente legale presso una fabbrica di trattori di Brașov. Nel frattempo, fu giudice del tribunale della città. Dal 1968 al 1971, ha avuto degli incarichi in una società di consulenza presso la Corte centrale a Bucarest. Dal 1971 al 1977 è stato consulente legale presso il Ministero del Commercio Estero, salendo a capo consulente legale durante tale periodo. Dal 1977 al 1990 è stato ricercatore associato presso l'Istituto della Accademia rumena di economia mondiale. Dal 1980 al 1987 è stato professore associato presso l'Accademia Ștefan Gheorghiu e l'Accademia degli studi economici di Bucarest. Dal 1985 al 1989, fu consulente temporaneo al Consiglio legislativo. È autore di oltre 150 libri pubblicati. Babiuc non è mai stato membro del Partito Comunista Romeno.

### Ministro della difesa e successivi incarichi
Eletto ancora una volta nel 1996, fu membro nei seguenti comitati: Indagini sugli abusi, Corruzione e Petizioni (1996-2000); Cultura, Arte e Mass Media (1998); Integrazione Europea (1998-2000); Difesa, Ordine Pubblico e Sicurezza Nazionale (2000). Nel 1995 è stato vicepresidente del PD. Durante questo periodo, la Convenzione Democratica Romena governava la Romania, Babiuc in questo periodo era ministro della difesa in tre governi seguenti, dal dicembre 1996 al marzo 2000 (con una pausa nel mese di febbraio-aprile 1998), è stato anche ministro ad interim delle riforme nel dicembre 1998. Babiuc, che non aveva alcuna esperienza o competenze militari, ha gestito l'esercito rumeno, come parte dei suoi incarichi politici e la concessione di promozioni per abbassare le graduatorie ufficiali su criteri politici. Vi furono due crisi contrassegnanti il suo mandato come ministro della difesa. La prima si è verificata all'inizio del 1999, quando la terza Mineriada, causata dai minatori della Valle del Jiu marciò verso Bucarest. L'Inversione di una differenziazione di ruoli della polizia e dei militari, avevano cominciato a prendere forma prima del 1996, Babiuc annunciò che l'esercito era a disposizione per intervenire a livello nazionale, il che portò alla grave tensione tra lui e il corpo degli ufficiali. La seconda crisi si è verificata poco dopo, durante i bombardamenti NATO della Jugoslavia. Nonostante le diffuse critiche interne, il Parlamento approvò la domanda della NATO per l'utilizzo illimitato dello spazio aereo rumeno, affermando Babiuc la determinazione della Romania "per essere al fianco ed insieme con la NATO". Il periodo ha inoltre coinciso con un rinnovato sforzo per assicurare alla giustizia coloro che avevano sparato su civili disarmati durante la Rivoluzione romena. Da un lato, Babiuc fu incoraggiato all'apertura di file dell'esercito relative alla manifestazione del 1997. D'altra parte, nel 1999 vi fu la condanna dei generali Victor Stanculescu e Mihai Chiţac per avere ordinato il rovesciamento della rivolta di Timișoara, nella quale sottolineò che i due personalmente: "non avevano fatto del male a nessuno" e "svolsero un ruolo decisivo" nel trasformare l'esercito dalla parte della Rivoluzione.
Quando lasciò il PD, all'inizio del 2000, rassegnò anche le dimissioni dal suo incarico ministeriale, e sedette alla Camera dei deputati come indipendente fino alla fine di quell'anno. Babiuc è stato eletto per un mandato finale nel 2000, nel quale si sedette come membro del PNL fino all'aprile 2002, poi come indipendente fino al gennaio 2003, quando tornò nel PD. Si è impegnato per i diritti umani, gli affari religiosi e all'interno del comitato nazionale delle minoranze. Nel 2008, i pubblici ministeri della Direzione nazionale anticorruzione aprirono un procedimento penale contro Babiuc, con l'accusa di corruzione e abuso d'ufficio per la vendita di un terreno a Pipera nel 1999 a ben al di sotto del tasso di mercato da parte del Ministero della difesa a un uomo d'affari, Gigi Becali. Nel maggio 2013, l'Alta corte di cassazione e giustizia ha condannato Babiuc, Becali e Dumitru Cioflină, nel caso Babiuc è stato condannato a due anni di reclusione in una struttura di massima sicurezza nella prigione di Rahova. A seguito di una sentenza del tribunale, è stato liberato nel febbraio 2014.

## Controversie
Nel 1998, Babiuc, allora ministro della difesa, entrò nel consiglio di amministrazione di Bankcoop, maggioranza di proprietà dei fratelli Paunescu. Si dimise dall'incarico all'interno della banca dopo delle rivelazioni fatte dai media.

## Vita privata
Babiuc era sposato e ebbe un figlio.